# ガスペ (ケベック州)
ガスペ（仏：Gaspé）は、カナダ東部ケベック州のガスペ半島の先端にある都市。人口は1万5163人（2011年）。
1534年7月、フランソワ1世の名のもと、ジャック・カルティエがヌーベル・フランスの領有を宣言した場所である。